# Vektor CR-21
Le CR-21 est un fusil d'assaut de fabrication sud-africaine.
Il a été développé par Vektor, une division de Denel Ltd.

Destiné à remplacer le Vektor R-4 qui était lui-même dérivé du IMI Galil israélien il lui ressemble beaucoup techniquement, même s'il a des allures futuristes.

## Caractéristiques novatrices
Son architecture de type bullpup (système de tir logé dans la crosse) lui confère une taille minimisée.

Le sélecteur de tir est du type Galil, ambidextre, et logé dans la partie arrière.
Le CR-21 possède une lunette standard sans magnification, c'est-à-dire sans grossissement (1X); comportant un réticule illuminé (pas de batteries requises).

La lunette étant posée sur des rails, il y a possibilité de changement pour une visée plus lointaine.

## Spécifications
- Calibre : 5,56 mm OTAN (.223rem)
- Longueur totale : 760 mm
- Longueur du canon : 460 mm
- Poids chargé : 3,8 kg
- Capacité : 35 cartouches
- Optique : télescopique 1X avec réticule illuminé

## Apparition dans la fiction
C'est l'arme principale des gardes de la MNU dans le film District 9. Il apparaît aussi dans la série d'espionnage Strike Back.

## Sources
Cette notice est issue de la lecture des revues spécialisées de langue française suivantes :
- Cibles
- Action Guns
- Raids
- Assaut